# Steinwald von Shilin

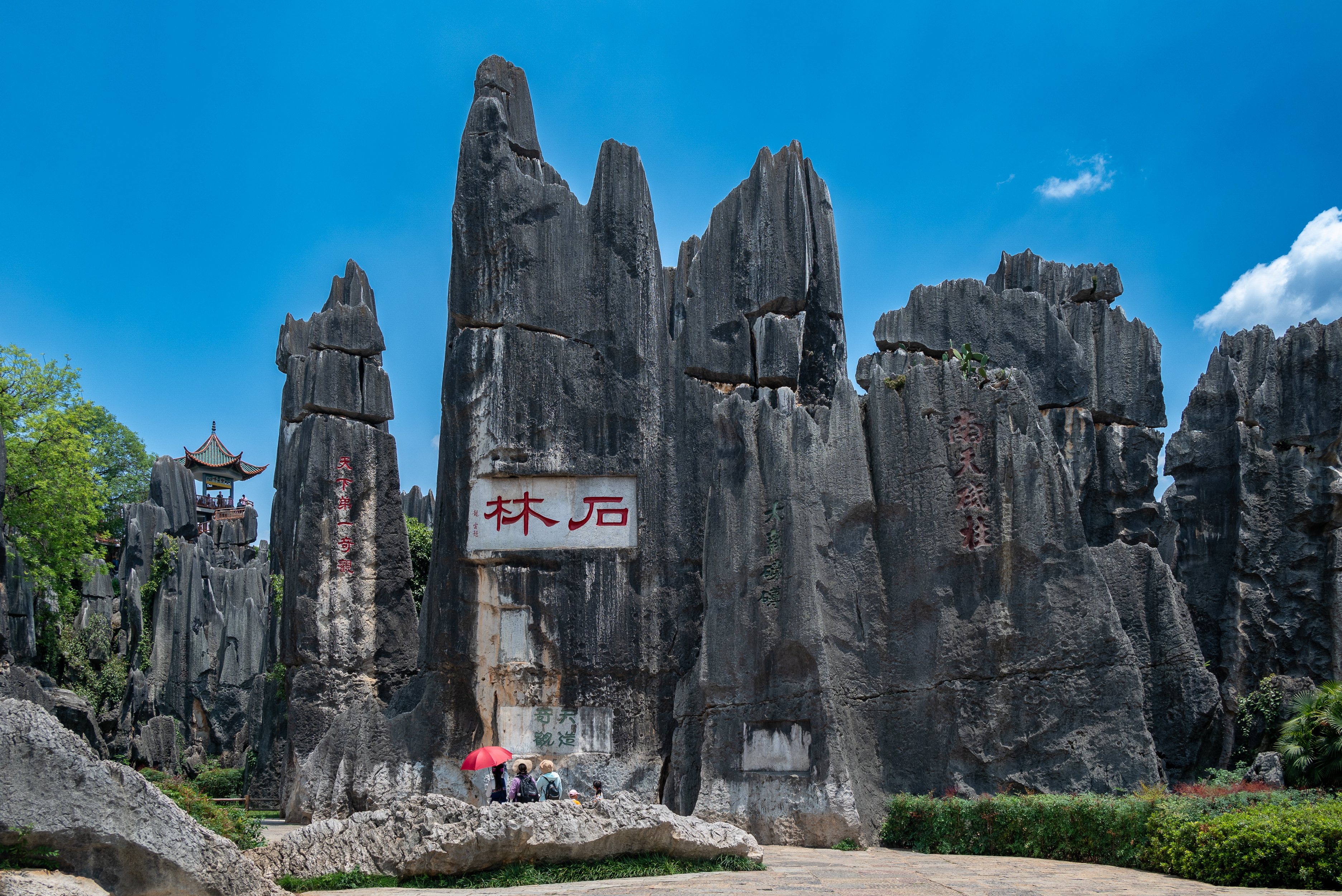
Haupteingang zum Steinwald von Shilin

Der Steinwald von Shilin (chinesisch 石林, Pinyin Shílín) ist eine Kalkstein-Formation auf einer Fläche von ungefähr 500 km2 in Shilin, was sich in der chinesischen Provinz Yunnan befindet. Der Steinwald befindet sich ca. 90 km östlich der Provinzhauptstadt Kunming.
Die großen Felsen scheinen aus dem Boden zu erwachsen und erinnern an Stalagmiten, wobei einige Felsen wie versteinerte Bäume aussehen, wodurch sie die Illusion eines aus Steinen gemachten Waldes entstehen lassen. Seit 2007 gehören zwei Bereiche des Gebiets, der Steinwald von Naigu (乃古石林) und das Dorf Suogeyi (所各邑村), dem UNESCO-Welterbe Karstlandschaften in Südchina an. Das Gebiet hat die höchste Kategorieeinstufung, die für touristische Ziele in China vergeben wird.

## Gebiet

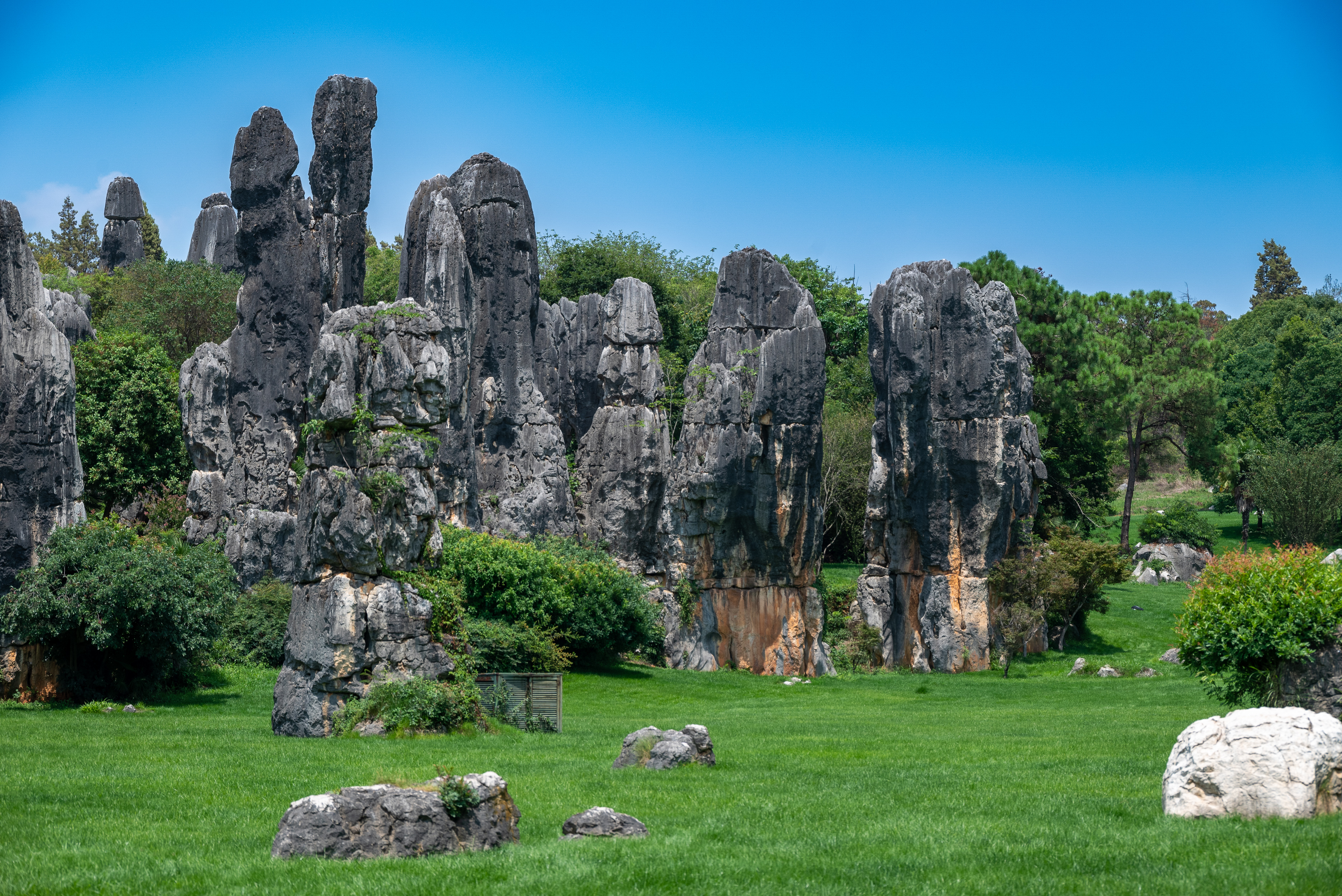
Shilin

Das nationale Naturschutzgebiet Shilin (昆明市石林风景区) umfasst ein Gebiet von 365 km2 und ist in sieben Naturschutzgebiete unterteilt:
- Größere und Kleinere Steinwälder (大小石林) – auch als Lizijing-Steinwald (李子菁石林) bekannt
- Steinwald von Naigu (乃古石林)
- Zhiyun-Höhle (芝云洞)
- Chang-See (长湖 wörtlich Langer See)
- Yue-See (月湖 wörtlich Mond-See)
- Dadieshui-Wasserfall (大叠水瀑布)
- Qifeng-Höhle (奇峰洞)

Die Stein-Formationen, welche durch Verwitterung von Kalkstein entstanden, sich vermutlich über 270 Millionen Jahre alt und sind sowohl für einheimische als auch für ausländische Touristen eine Attraktion. In dem Gebiet ist eine große Anzahl an Hotels und Touristen reisen mit Bussen aus Kunming an.

## Geologie
Vor 270 Millionen Jahre war das Gebiet des Steinwaldes ein flaches Meer. Während des geologischen Zeitalters des Perms lagerten sich in dem Becken große Mengen an Sandstein ab, die von Kalkstein überlagert wurden. Nach der Ablagerung erfolgte eine Anhebung der Region. Durch Wind und fließendes Wasser wurden die Kalksteinsäulen geformt. Diese Kalksteinformation ist über ein weites Gebiet sichtbar und erscheint wie ein riesiger Wald als Stein, woher der Name „Steinwald“ rührt. Der Größere und der Kleinere Steinwald entstanden in einem Gebiet, das fast ausschließlich als Kalkstein des Perms zusammensetzt. Der Naigu-Steinwald, der 9 km nordöstlich vom Größeren Steinwald liegt, entstand aus Dolomit und dolomitischem Kalkstein aus dem Perm. Beide Formationen stammen aus dem Unterperm. Sie haben eine Dicke von 505 m bestehen aus massivem Flachwasserkalkstein und Dolomit, bioklastischem Kalkstein, Calcarenit und Calcilutit. Während der Diagenese hat sich der Kalkstein vermutlich stark verändert und makroskopische Fossilreste sind selten, während unter dem Mikroskop Überreste aus der Ordnung der Fusulinida und von Foraminiferen in Kalkgestein mikritischem Ursprungs erkannt werden können. Im Kalkstein befindet sich zudem eine Zone mit Chert.
Die Schichten sind Teil einer Monoklinale, die um 2 bis 6 Grad abfällt. Es liegen gut entwickelte Scherzone in nordöstlich-südwestlicher und sordöstlicher-südöstlicher Richtung vor und diese Brüche stellten in der vorkarstbildenden Entwicklungsphase die Hauptdurchgänge für Oberflächen- und Grundwasser dar. Die Verteilung, Dichte und Ausrichtung der Brüche bestimmten Tiefe, Größe und Ausrichtung des Karstreliefs. Sandsteine und Schiefer, die unterhalb der Karbonatgesteinsformationen liegen, dienen als Durchlässigkeitsbarriere und zwingen das örtliche Grundwasser, von Westen nach Osten zu fließen.

## Flora
Das Karstgebiet von Shilin hat unterschiedliche Waldtypen und Pflanzengesellschaften.
- Immergrüner Laubwald: Cyclobanopsis glancoides, Cyclobalanopsis delavayi, Castanopsis delavayi, Quercus cocciferoides und Quercus franchetii
- Sommergrüne Laub- und subtropische Nadelwälder: Pinus yunnanensis
- Seepflanzen: Ottelia acuminata

### Andere Pflanzenarten
- Gattungen aus dem östlichen Himalaya: Colquhounia, Corallodiscus, Docynia, Lysiontus, Physospermopsis, Prinsepia, Sinocrassula, Siphonostegia
- Gattungen aus dem sinojapanischen Gebiet: Akebia, Conandron, Sinomenium, Platycladus
- Ostasiatische Gattungen: Ainsliaea, Bletilla, Codonopsis, Dendrobenthamia, Eriobotrya, Leptodermis, Lycoris, Ophiopogon, Patrinia, Reineckea

## Legende
Gemäß einer Legende soll der Steinwald der Geburtsort von Ashima (阿诗玛 oder traditionell 阿詩瑪), einem schönen Mädchen aus dem Volk der Yi, sein. Nachdem sie sich verliebt hatte, wurde ihr verboten ihren Auserwählten zu heiraten, stattdessen verwandelte sie sich in dem Wald, der heute ihren Namen trägt, in Stein. In jedem Jahr feiern viele Angehörige der Yi am 24. Tag des sechsten Mondmonats ein Fackel-Fest (火把节 oder traditionell 火把節; Aussprache=Huǒbă Jié), bei welchem sie traditionelle Tänze und Ringwettkämpfe begehen.

## Galerie

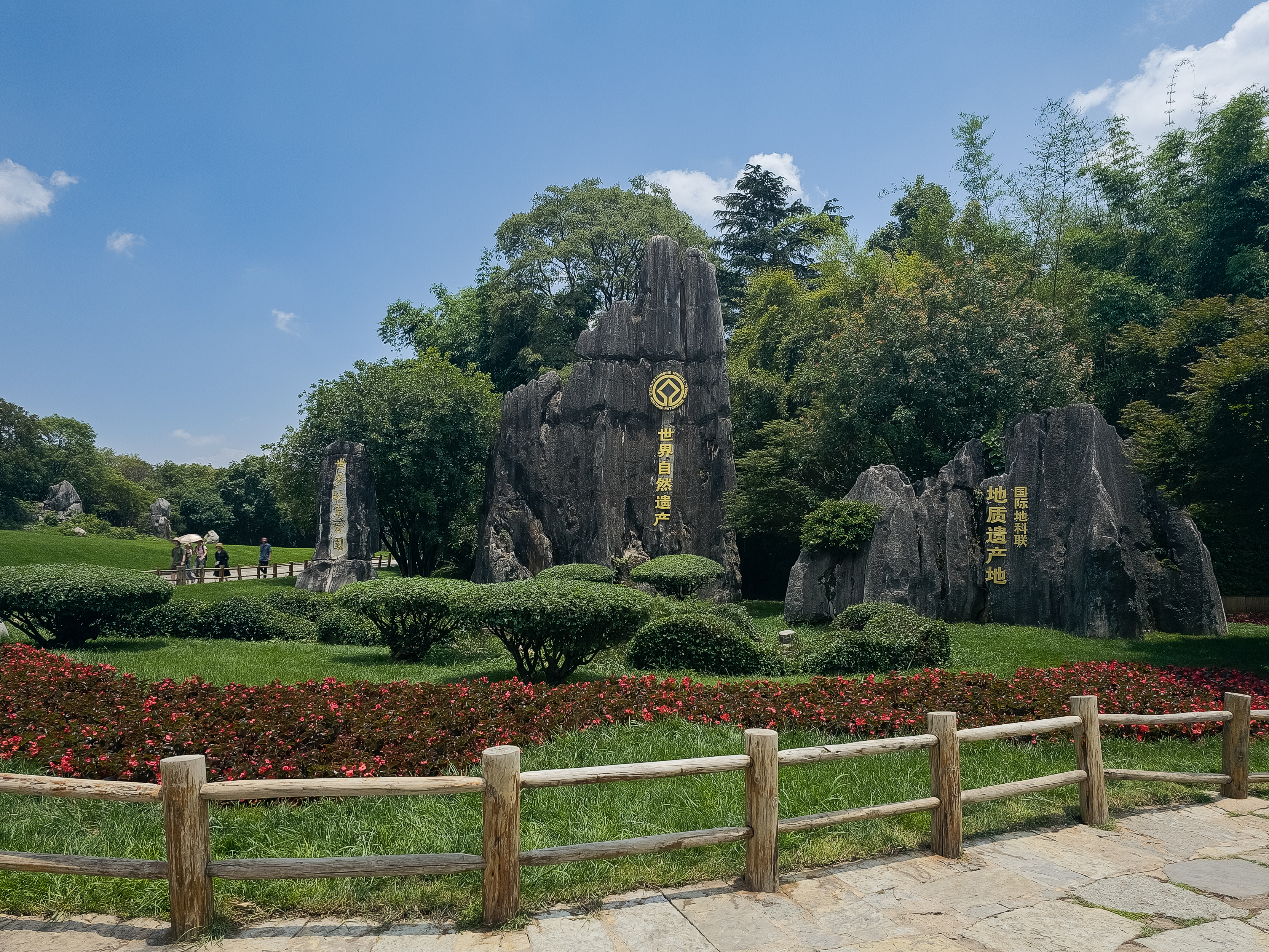
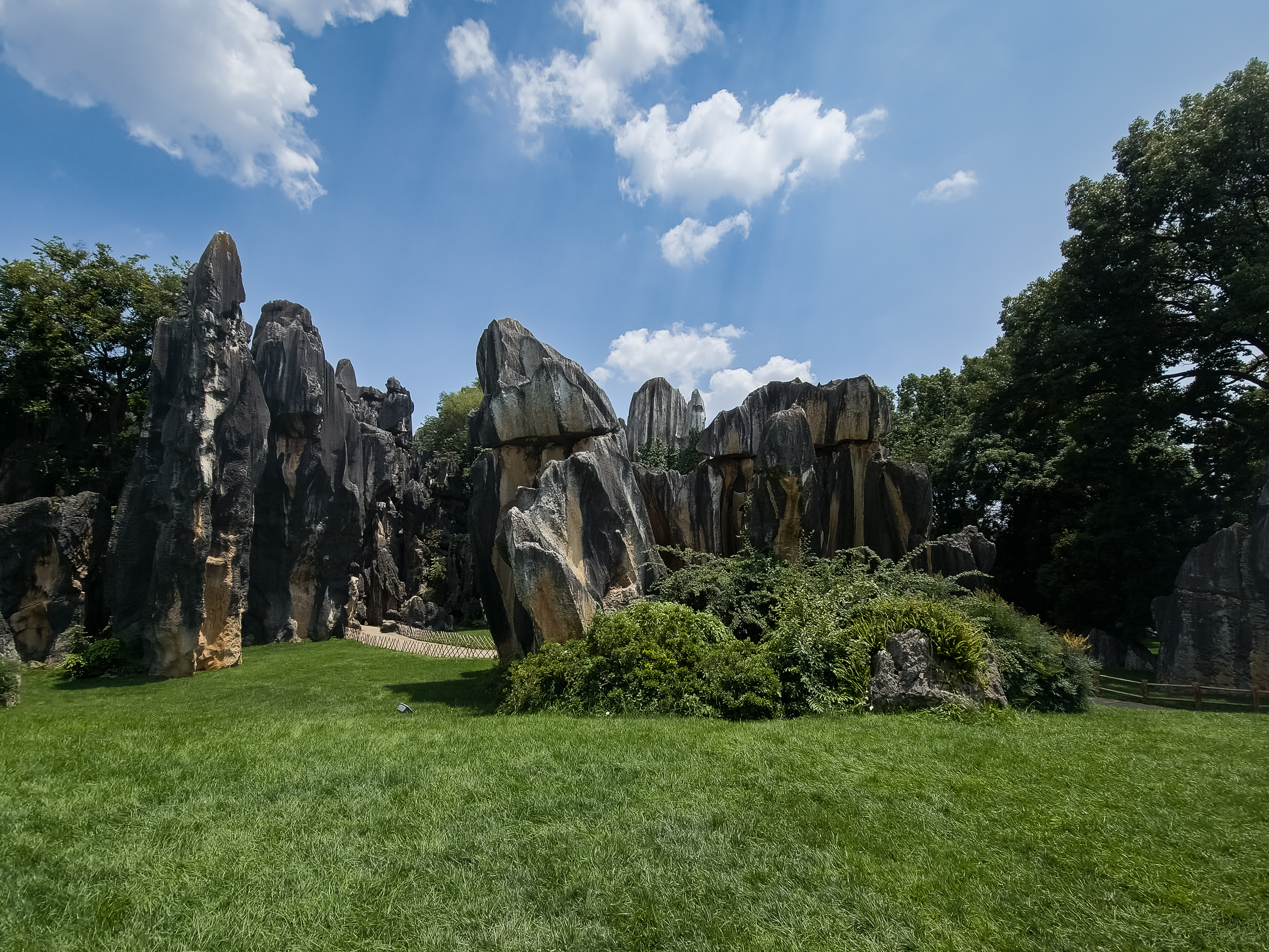
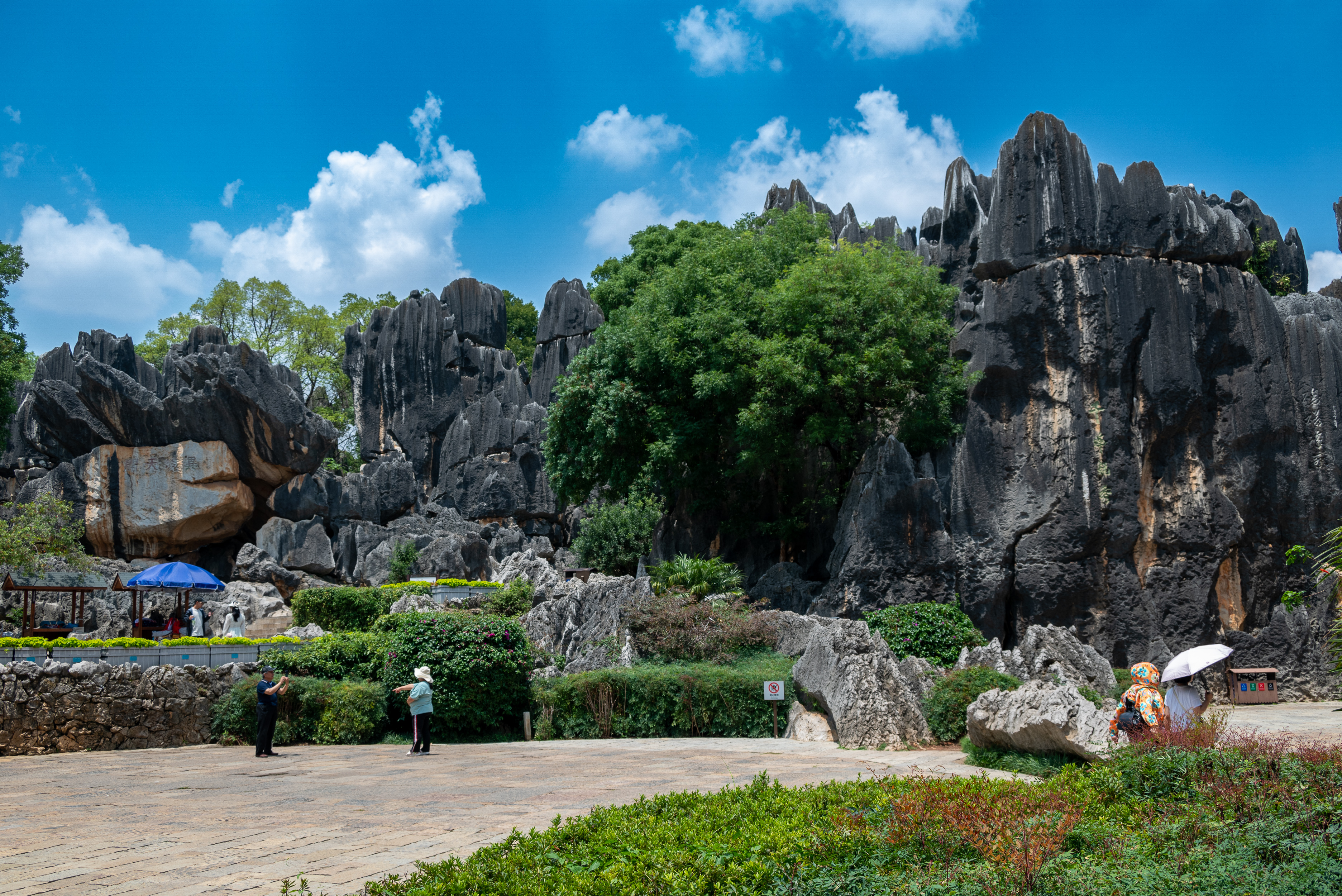
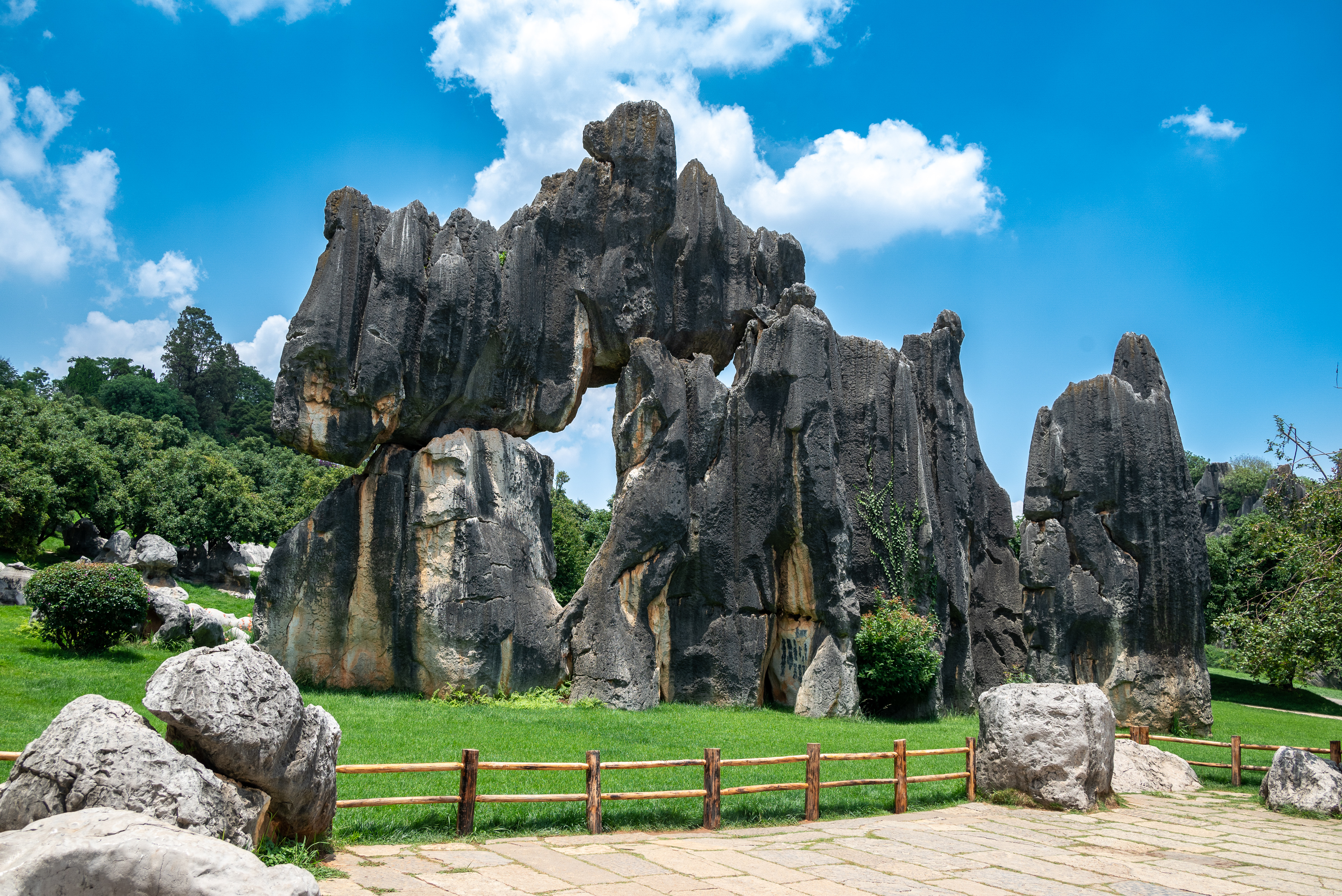
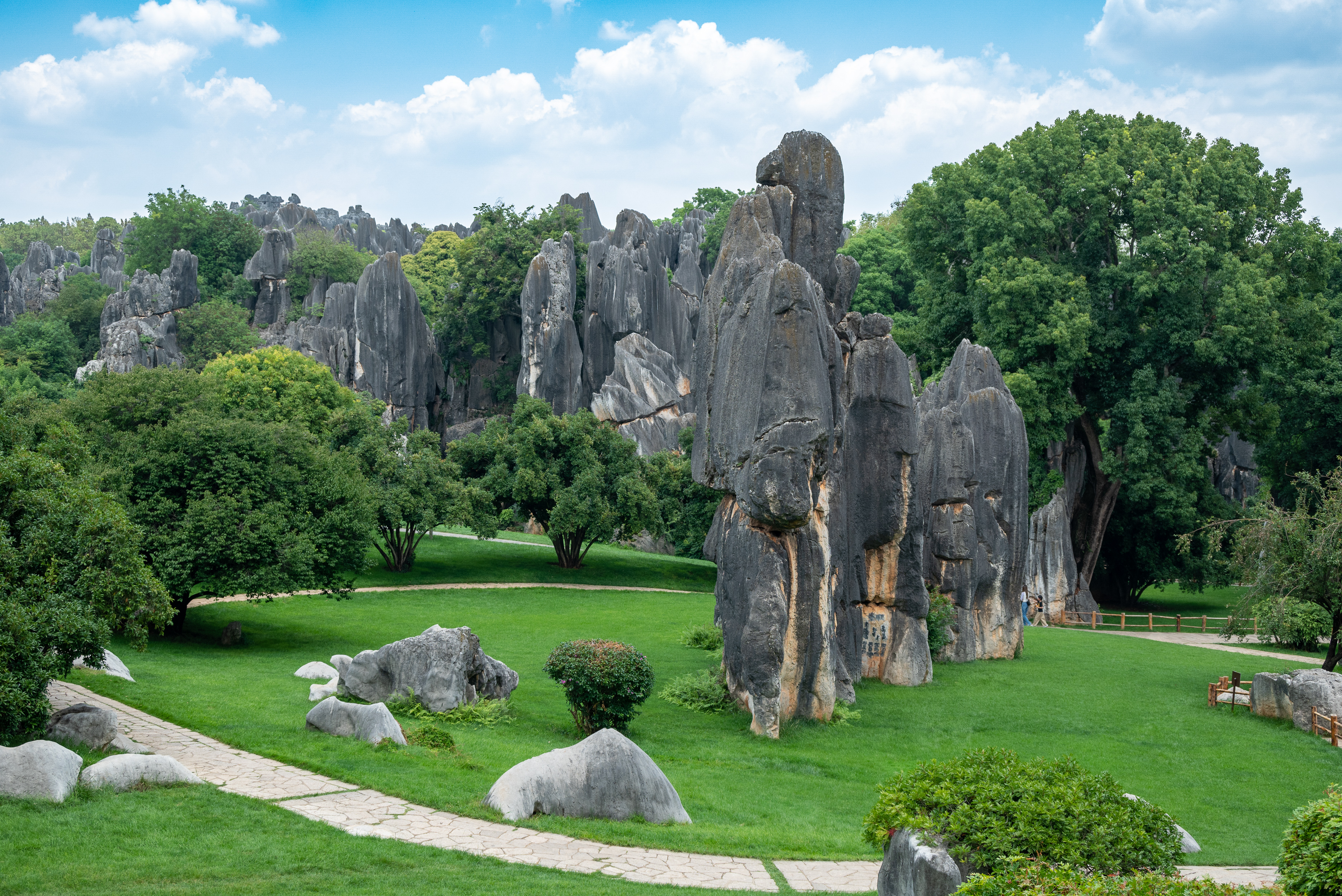
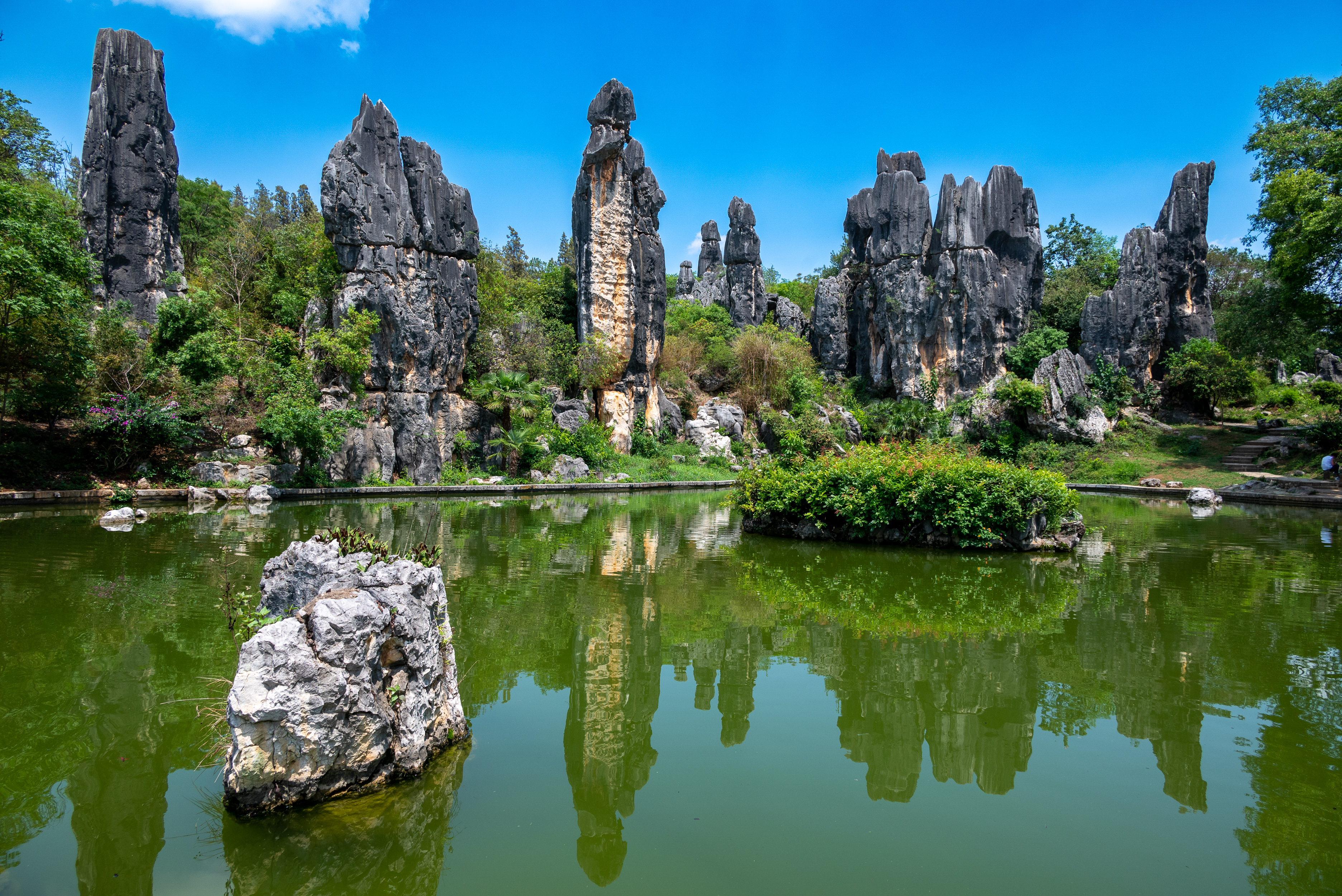
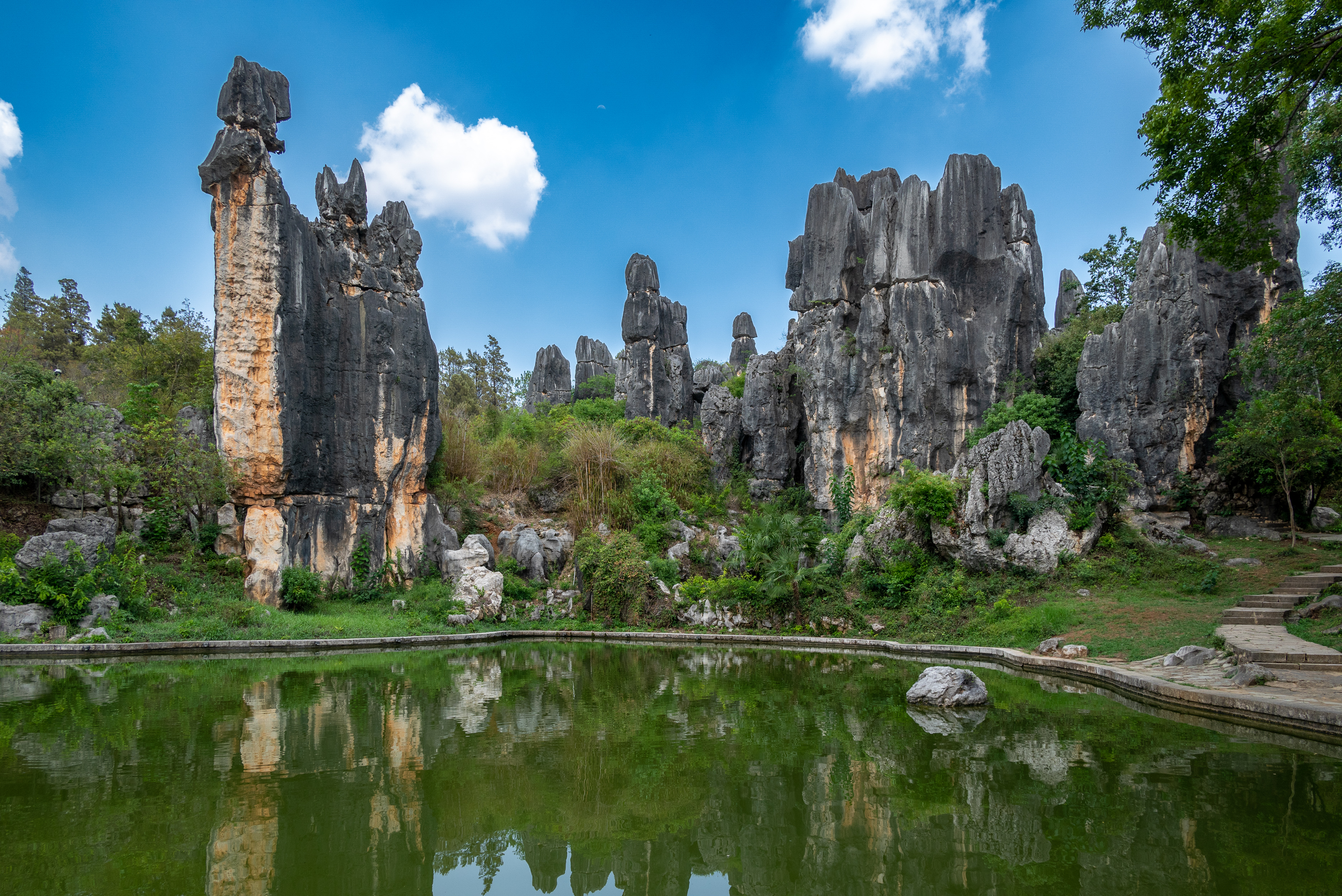
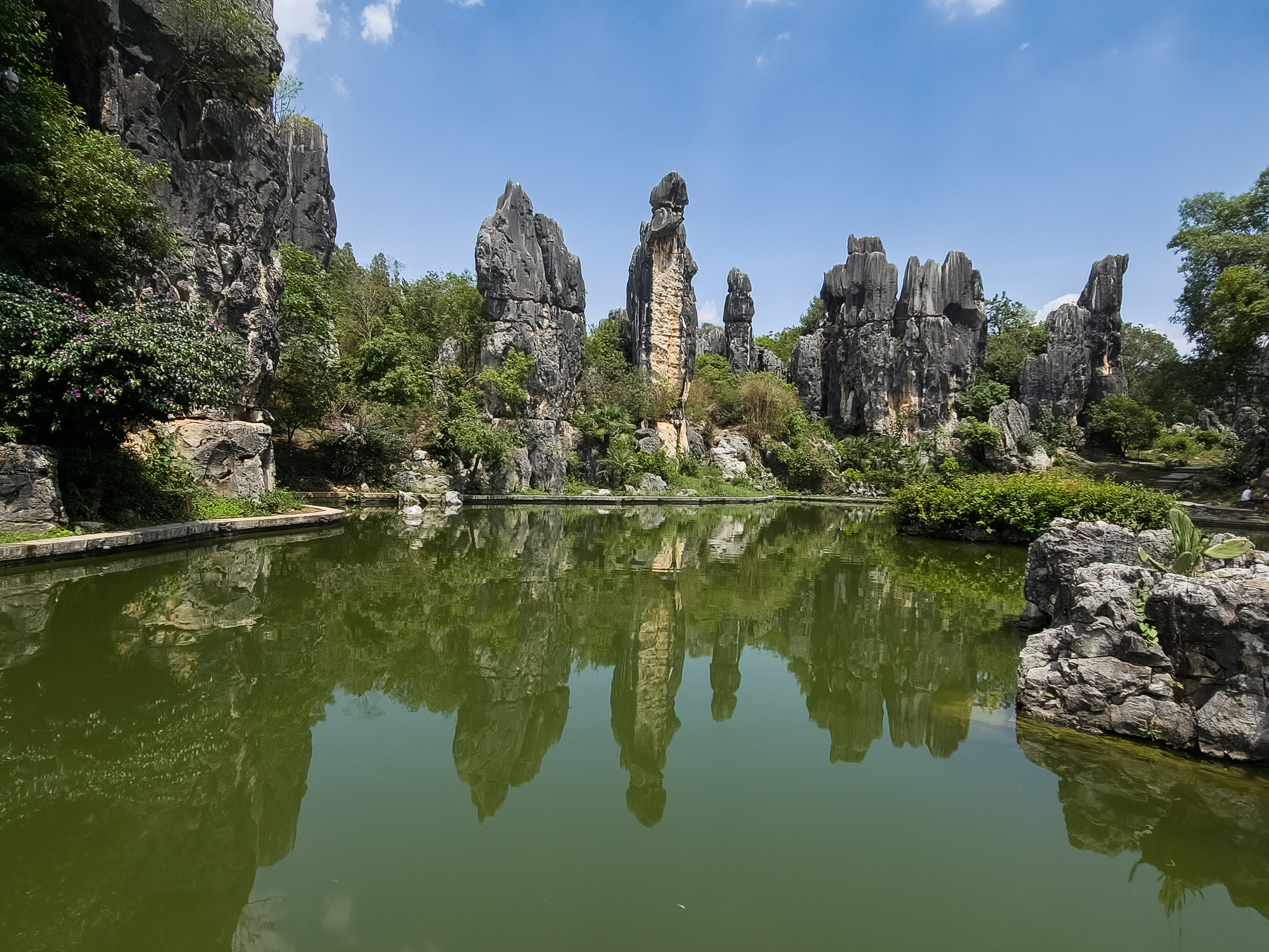
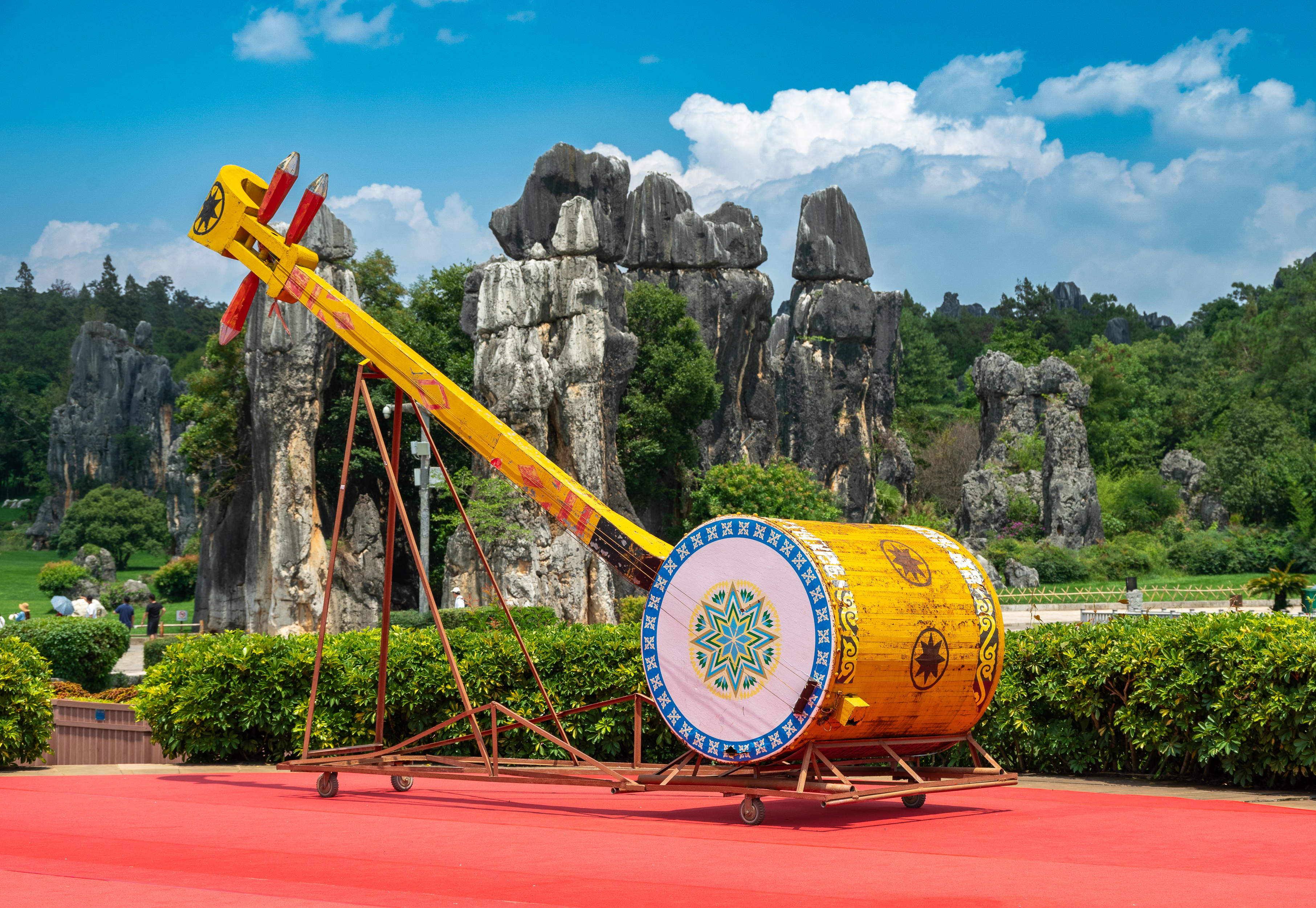
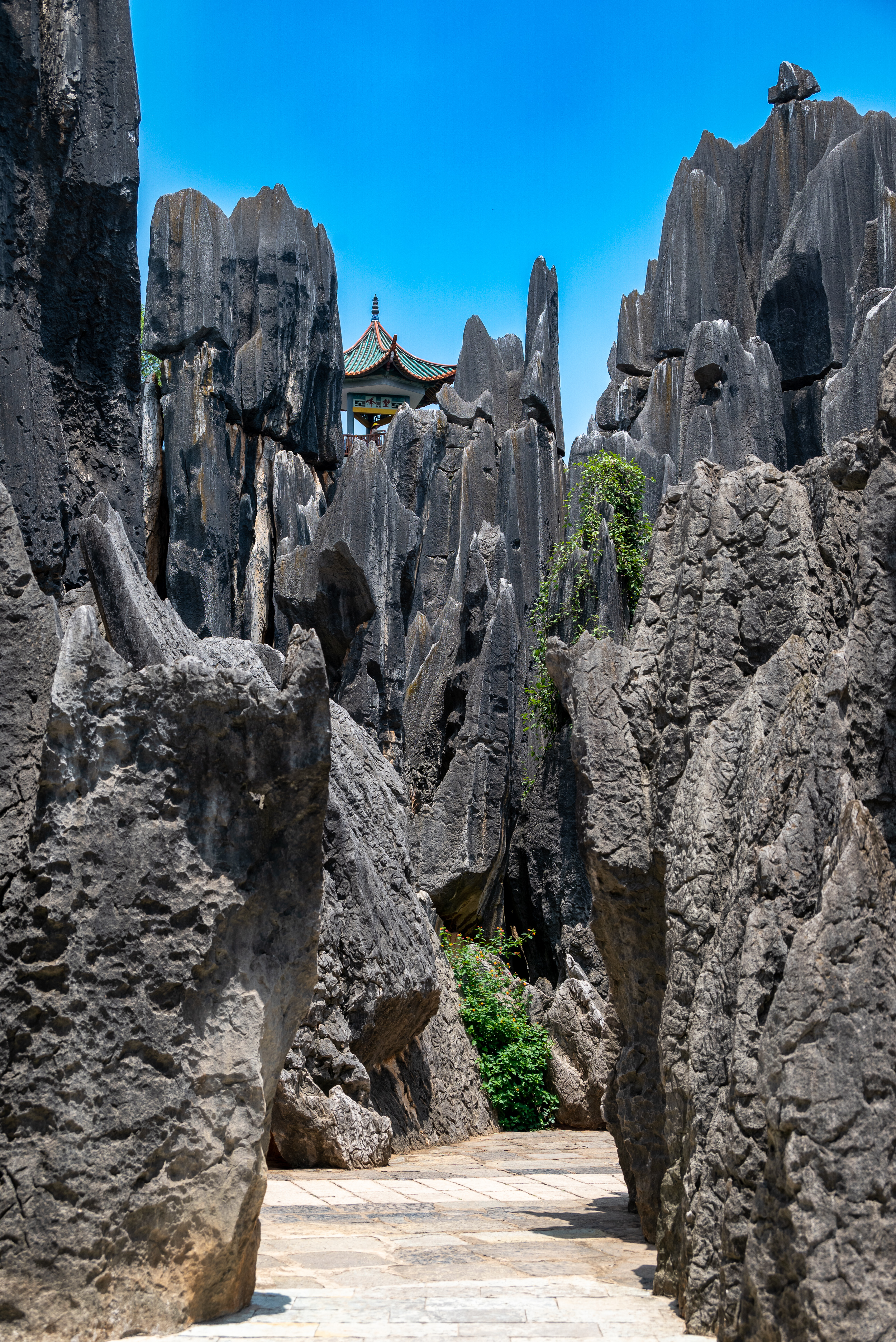
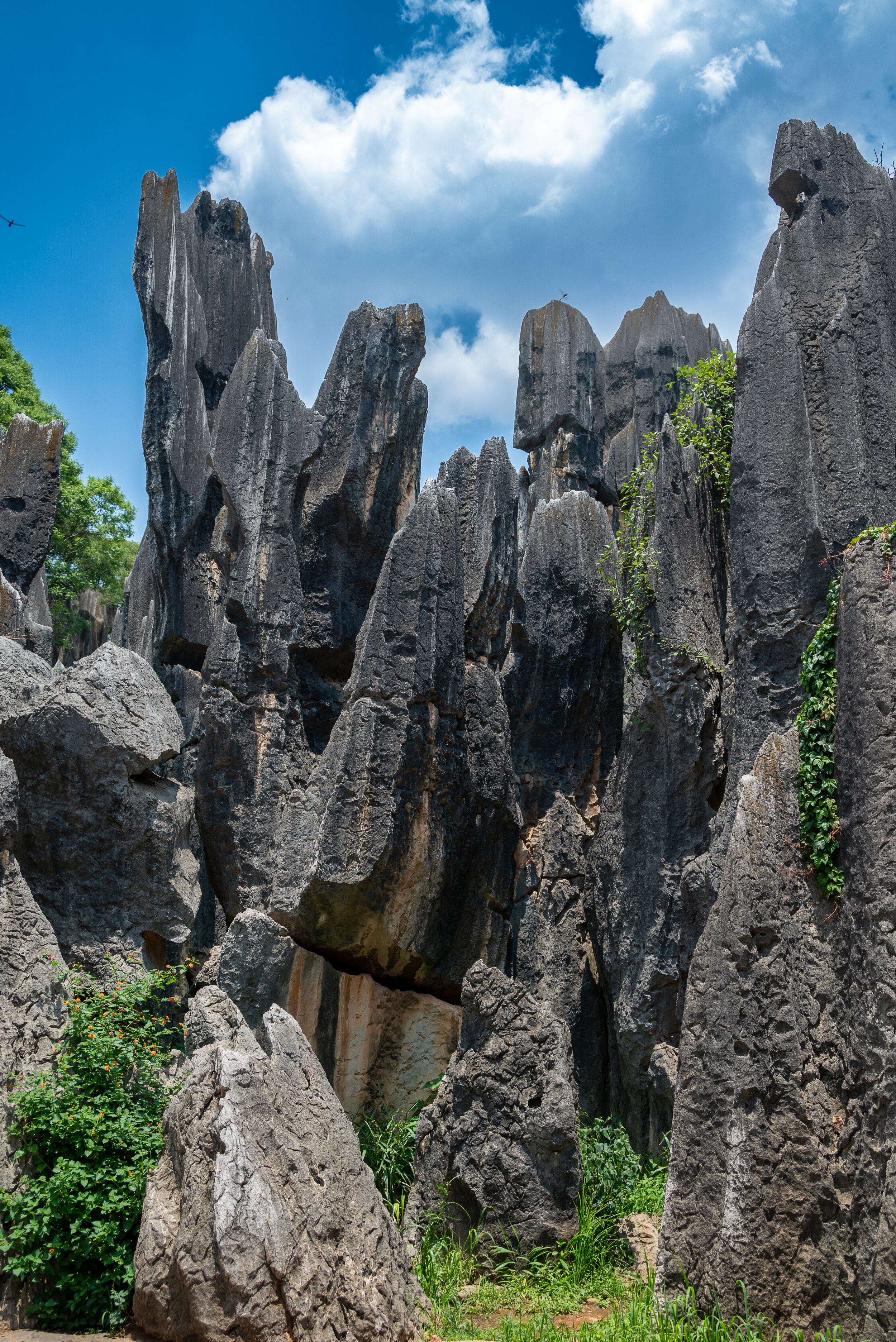